# Ekat Cordes
Ekat Cordes (* 13. April 1982 in Aurich) ist ein deutscher Regisseur und Autor. 2010 wurde sein Stück Ewig gärt zum Stückemarkt des Berliner Theatertreffens eingeladen und in einer szenischen Lesung vorgestellt. 2013 bekam er eine Nennung als „Nachwuchsregisseur des Jahres“ in Theater heute für seine Inszenierung Der Penner ist jetzt schon wieder woanders von Jurj Sternburg im Maxim Gorki Theater (2011), das beim Berliner Stückemarkt mit dem Förderpreis für junge Dramatik ausgezeichnet wurde.

## Leben
Ekat Cordes arbeitet als freier Regisseur und Autor. Cordes studierte Germanistik und Soziologie an der Carl von Ossietzky Universität in Oldenburg, wo er zwischen 2002 und 2007 am Oldenburger Universitätstheater (OUT) u. a. seine Stücke I love my Job, I wanna be loved by you und blue moon zur Uraufführung brachte. Während seines Studiums übernahm er die Leitung der Presse- und Öffentlichkeitsarbeit des OUTs und leitete Improvisationskurse an der Universität. 2005 gewann er den ersten Preis beim deutsch/österreichisch/schweizerischen Impro Cup in Berlin, mit der Improvisationstheatergruppe 'Weideglück'.
Am Oldenburgischen Staatstheater arbeitete er zwischen 2006 und 2010 an freien Projekten als Autor und Regisseur (Struwwelpeter – We Don't Need No Education, Sex Cells, You MAST love me), außerdem war er als Regieassistent am Oldenburgischen Staatstheater tätig. Cordes arbeitete unter anderem mit Susanne Kennedy, Albrecht Hirche, Anna Bergmann und Marc Becker zusammen.
Nachdem Cordes’ Stück Ewig gärt zum Stückemarkt des Berliner Theatertreffens 2010 eingeladen wurde, inszenierte er zusammen mit dem Autor Philipp Löhle und dem Comic-Zeichner Henrik Schart den dramatischen Live-Comic A Greekship im Maxim Gorki Theater Berlin beim Festival „Reality kills“. Sein Stück Aproposkalypse wurde 2012 am Theater Osnabrück uraufgeführt und seine Farce Gertrud goes Korea wurde 2013 für den Leonhard-Frank-Preis des Mainfranken Theaters Würzburg und für die Autorentheatertage „Stück auf!“ am Schauspiel Essen nominiert.
Ekat Cordes arbeitete u. a. am Stadttheater Pforzheim, an der Landesbuehne Niedersachsen Nord, am Badischen Staatstheater Karlsruhe, am Theater Konstanz, am Theater Heidelberg, am Hans Otto Theater, am Jungen Theater Heidelberg, am Theater Erlangen, am Oldenburgischen Staatstheater, am Staatstheater Mainz, am Theater an der Parkaue, am Theater Ulm, am Pfalztheater Kaiserslautern, am Jungen Theater Münster, am Rheinischen Landestheater Neuss, am Schauspiel Essen, am Jungen Theater Regensburg, am Ohnsorg-Theater in Hamburg, am Theater Konstanz und am Theater Ingolstadt.
Seit vielen Jahren arbeitet er gemeinsam mit der Bühnenbildnerin Anike Sedello und dem Musiker Anton Berman zusammen, die Cordes in seiner Zeit als Regieassistent am Oldenburgischen Staatstheater kennenlernte.
Seit 2011 lebt Cordes in Berlin.

## Inszenierungen (Auswahl)
- 2008: Wir alle für immer zusammen von Guus Kuijer, im Spielraum des Oldenburgischen Staatstheaters (Gastspiel am Theater an der Parkaue, Berlin)
- 2010: Condor Unlimited von Pieter de Buysser, in der Exerzierhalle des Oldenburgischen Staatstheaters
- 2010: Lisa's Liebe (UA) von Marlene Streeruwitz, in der Exerzierhalle des Oldenburgischen Staatstheaters
- 2010: Spiel's nochmal, Sam von Woody Allen, am Stadttheater Pforzheim
- 2011: Die 39 Stufen von Buchan, Hitchcock, Barlow, an der Landesbuehne Niedersachsen Nord, Wilhelmshaven
- 2011: A Greeksship (UA) von Philipp Löhle, Ekat Cordes, Hendrik Schrat, im Studio des Maxim Gorki Theaters Berlin
- 2011: Die Verfassung der Strände von Stephan Lack, szenische Einrichtung im Theaterkino, Theater Heidelberg im Rahmen des Heidelberger Stückemarkts
- 2011: Die Unendliche Geschichte von Michael Ende in einer Bühnenfassung von Matthias Groen, am Oldenburgischen Staatstheater[6]
- 2012: Der Penner ist jetzt schon wieder woanders (Förderpreis des Berliner Stückemarktes im Rahmen des Theatertreffens 2011) von Juri Sternburg, am Maxim Gorki Theater Berlin
- 2012: Charley's Tante von Brandon Thomas, am Oldenburgischen Staatstheater
- 2013: Delikatessen nach dem Film „Dänische Delikatessen“, Bühnenfassung von Florian Battermann und Jan Bodinus, am Oldenburgischen Staatstheater[7]
- 2013: Papa ist pleite (UA) (Eingeladen zu den 32. Bayerischen Theatertagen) von Kai Hensel, am Jungen Theater Regensburg
- 2014: De oole Daam nach Friedrich Duerrenmatt, am Oldenburgischen Staatstheater
- 2014: Monty Python's Spamalot von Eric Idle und John du Prez, am Oldenburgischen Staatstheater[8]
- 2015: King A – Eine Ode an jedes Ritterherz von Inez Derksen, am Jungen Theater Regensburg
- 2014: Monty Python's Spamalot von Eric Idle und John du Prez, am Staatstheater Mainz[9]
- 2015: Eine Woche voller Samstage nach Paul Maar, am Staatstheater Mainz[10]
- 2016: Heimat erlangen! (UA) – Ein intergalaktischer Liederabend (Eingeladen zu den 34. Bayerischen Theatertagen) von Ekat Cordes, am Theater Erlangen
- 2016: Kasimir un Karoline von Ödön von Horváth, am Staatstheater Oldenburg
- 2016: Das Gespenst von Canterville nach Oscar Wilde, Fassung: Matthias Grön, am Staatstheater Oldenburg
- 2017: Ich heisse Ben von Anna Panduro, am Junges Theater Heidelberg
- 2017: Stück Plastik von Marius von Mayenburg, am Theater Erlangen
- 2017: Unser Lehrer ist ein Troll von Dennis Kelly, am Junges Theater Heidelberg
- 2018: HAIR Buch und Texte von Gerome Ragni und James Rado, Musik von Galt MacDermot am Badischen Staatstheater Karlsruhe[11]
- 2018: I'm a Loser, Baby! (UA) – Ein Liederabend übers Gewinnen von Ekat Cordes, am Theater Erlangen
- 2018: Der Räuber Hotzenplotz von Otfried Preußler, am Oldenburgischen Staatstheater[12]
- 2019: Auerhaus nach Bov Bjerg, Bühnenfassung: Ekat Cordes, am Theater und Orchester Heidelberg[13]
- 2019: Was heißt hier Liebe? vom Theater Grütze, am Junges Theater Ingolstadt
- 2019: Struwwelpeter - Shockheaded Peter. Musical von den Tiger Lillies, Julian Crouch & Phelim McDermott, Musik von Martyn Jacques, am Badischen Staatstheater Karlsruhe[14]
- 2020: Biedermann und die Brandstifter von Max Frisch, Fassung von Ekat Cordes, am Theater Ulm
- 2020: Der Zinnsoldat und die Papiertänzerin von Roland Schimmelpfennig, am Jungen Theater Münster[15]
- 2021: Bambi - interaktives Online-Game von Ekat Cordes nach Felix Salten, am Jungen Theater Heidelberg
- 2021: Die Weihnachtsgans Auguste von Friedrich Wolf, Bühnenfassung von Andreas Rehschuh, am Hans Otto Theater
- 2022: Max und Moritz (UA) von Ekat Cordes, frei nach der Bildergeschichte von Wilhelm Busch, am Stadttheater Ingolstadt
- 2022: Power von Verena Güntner, Bühnenfassung von Ekat Cordes und Eva Veiders, am RLT Neuss
- 2022: Die Konferenz der Tiere, nach Erich Kästner, Bühnenfassung von Ekat Cordes, am Theater und Orchester Heidelberg
- 2023: Peter Pan, Musik und Gesangtexte von CocoRosie, Fassung von Jutta Ferbers, Ann-Christin Rommen und Robert Wilson, Stadttheater Ingolstadt
- 2023: Der Zerbrochne Krug von Heinrich von Kleist, Bühnenfassung von Eva Veiders und Ekat Cordes, am RLT Neuss
- 2023: Der Lebkuchenmann von David Wood, am Stadttheater Ingolstadt
- 2024: Arsen und Spitzenhäubchen von Joseph Kesselring, am Pfalztheater Kaiserslautern
- 2024: Ein Sommernachtstraum von William Shakespeare, Fassung von Rebekka Kricheldorf, am Theater Konstanz
- 2024: Alice im Wunderland von Lewis Carroll, Fassung von Ekat Cordes, am Schauspiel Essen
- 2025 Anna's Slaapstuuv von Ulrich Hub, Plattdeutsch von Tina Landgraf, am Ohnsorg-Theater

## Werke
- Aproposkalypse (Felix Bloch Erben Verlag) (UA) 20. Januar 2012, am Theater Osnabrück[16]
- Ewig gärt (Felix Bloch Erben Verlag) eingeladen zum Berliner Stückemarkt im Rahmen des Theatertreffens 2010[17]
- Ein Schlag (Theater der Zeit Verlag) erschienen in „Stadt der Zukunft“, hrsg. von Jan Linders u. Tobias Schuster[18]
- Katrin steigt auf und fliegt (Felix Bloch Erben Verlag)[19]
- Gertrud Goes Korea oder Doktor Robertson and how Anika learned to stop worrying and love the bomb (Felix Bloch Erben Verlag) eingeladen zum Autorenfestival "Stück auf! am Schauspiel Essen und nominiert für den Leonhard-Frank-Preis am Mainfranken Theater Würzburg[20]
- Intrigration – Sie sind unter uns! (Felix Bloch Erben Verlag)[21]

## Auszeichnung
- 2006: 1. Preis beim 4. studentischen Theaterfestival „Freispiel“ in Freiburg für blue_moon
- 2010: Einladung seines Werks Ewig gärt für eine Szenische Lesung beim Berliner Stückemarkt im Rahmen des Theatertreffens
- 2013: Nominierung zum „Nachwuchsregisseur des Jahres“ in Theater heute
- 2013: Nominierung für sein Werk Gertrud goes Korea für den Leonhard-Frank-Preis des Mainfranken Theaters Würzburg und eingeladen zu den Autorentheatertagen „Stück auf!“ am Schauspiel Essen
- 2014: Einladung seiner Inszenierung Papa ist pleite von Kai Hensel zu den 32. Bayerischen Theatertagen in Erlangen
- 2016: Einladung seiner Inszenierung Heimat erlangen! – Ein intergalaktischer Liederabend von Ekat Cordes zu den 34. Bayerischen Theatertagen in Regensburg